# Sofia Mulanović
Sofia Mulanović (španj. Sofía Mulánovich Aljovín; Punta Hermosa, 24. lipnja 1983. - ), peruanska surferica hrvatskog podrijetla.

## Životopis
Sofia Mulanović je rođena u Punta Hermosi u Peruu. Otac Herbert Mulanovich Barreda i majka Ines Aljovín de Mulanovich su emigrirali iz Hrvatske u Peru. Ima dva brata - Herberta i Matijasa.  Nastupajući za Peru osvojila je zlatnu medalja na Svjetskom prvenstvu u surfanju 2004. godine. Ujedno je i prva Južnoamerikanka koja je osvojila ovu titulu. 2013. godine se povlači iz profesionalnog surfanja.

## Filmovi
- Peel: The Peru Project (2006.) (V) kao surferica
- Sofia: A Documentary (2006.), film o njoj
- The Modus Mix (2003.)
- 7 Girls (2001.) dokumentarac

## Vanjske poveznice
- Službena stranica  Arhivirana inačica izvorne stranice od 28. travnja 2021. (Wayback Machine)